# Charles Kingsford Smith

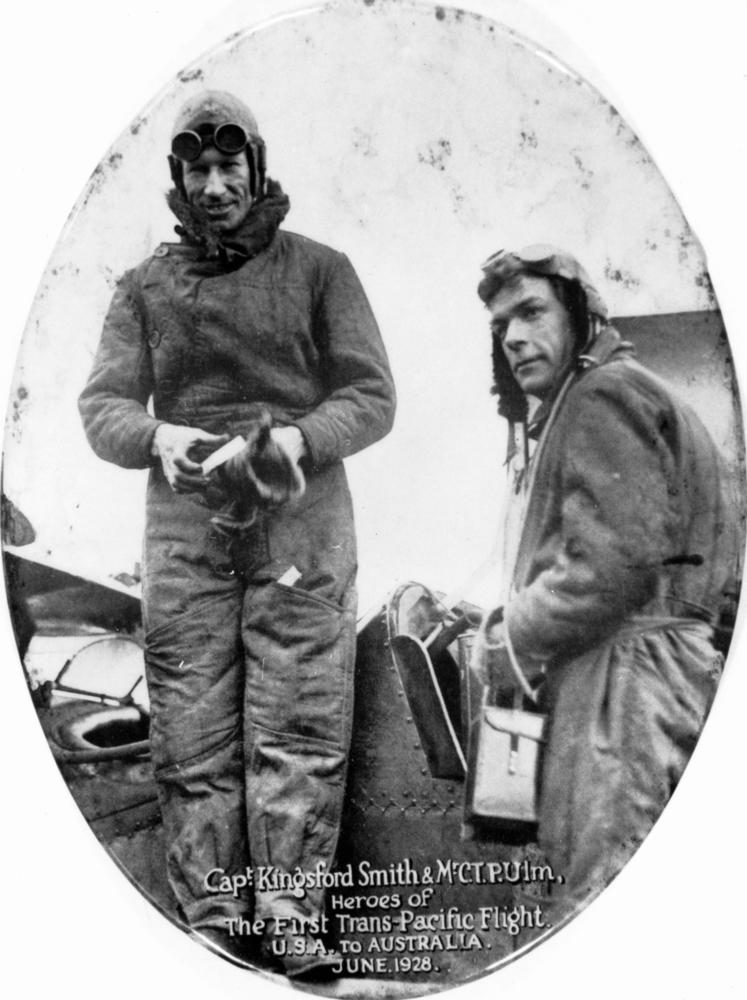
Kingsford Smith (links) en C.T.P. Ulm, die de eerste vlucht van Amerika naar Australië maakten, juni 1928

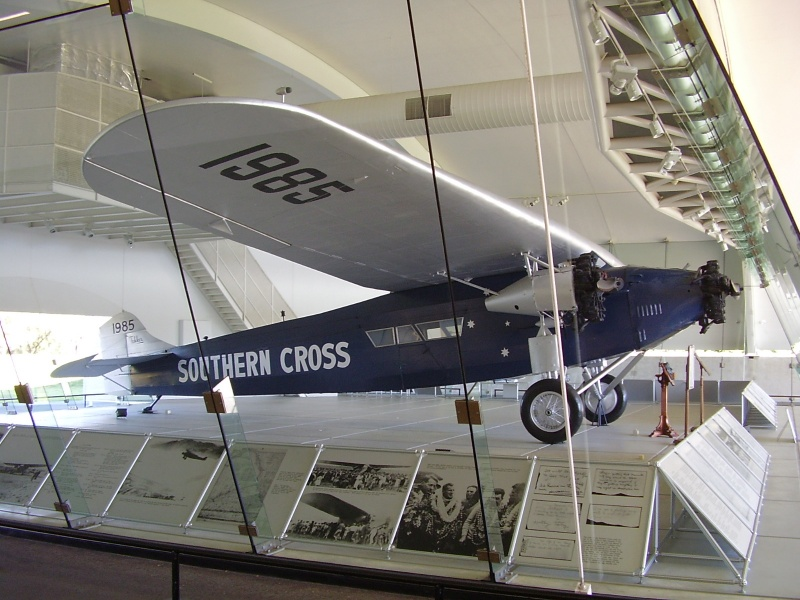
Luchtwaardige replica van de Fokker F.VIIb/3m Southern Cross in het Kingsford Smith Memorial, Brisbane (Australië)

Sir Charles Edward Kingsford Smith (Brisbane, 9 februari 1897 – verdwenen boven de Andamanse Zee, 8 november 1935) was een bekende Australische luchtvaartpionier. In 1928 volbracht hij als eerste een vlucht van de Verenigde Staten naar Australië over de Grote Oceaan. Verder maakte hij de eerste non-stopvlucht over het Australische vasteland en de eerste vluchten tussen Australië en Nieuw-Zeeland.
Zijn eerste vliegtuig, een Fokker F.VII/3m, droeg de naam Southern Cross. Dit vliegtuig wordt tentoongesteld op de luchthaven van Brisbane in een gedenkbouwwerk dat speciaal hiervoor werd gebouwd. Zijn tweede, de Southern Cross Minor, het vliegtuig waarmee hij in West-Australië neerstortte, werd door de overheid naar Brisbane getransporteerd en is te zien in het Queensland Museum.
Tijdens een poging om het snelheidsrecord tussen Engeland en Australië te verbeteren, verdween Smith met zijn derde vliegtuig, de Lady Southern Cross, boven de Andamanse Zee ter hoogte van Birma.

## Vlucht over de Grote Oceaan
Op 31 mei 1928 om 8.54 uur vertrokken Kingsford Smith en zijn bemanning vanuit Oakland voor de eerste vlucht over de Grote Oceaan naar Australië. Ze vlogen in drie etappen, van Oakland naar Hawaï, toen naar Suva op Fiji en vervolgens naar Brisbane, waar ze acht dagen later aankwamen.

## Vernoeming
- Vliegveld van Sydney, Kingsford Smith International Airport